# 圣凯瑟琳教堂 (塞萨洛尼基)
圣凯瑟琳教堂 (希臘語：Αγία Αικατερίνη)是希腊塞萨洛尼基的一座拜占庭教堂，位于上城（Ano Poli）的西北角。其内部装饰可追溯至约1315年。奥斯曼帝国时期改为清真寺(土耳其語：Yakup Paşa Camii)。1988年，作为塞萨洛尼基的早期基督教和拜占庭古迹群的一部分，被联合国教科文组织列入世界遗产名录。